# Paraponychus saundersi
Paraponychus saundersi är en spindeldjursart som beskrevs av Meyer och Vargas 1999. Paraponychus saundersi ingår i släktet Paraponychus och familjen Tetranychidae. Inga underarter finns listade i Catalogue of Life.